# Bronsglansvogel
De bronsglansvogel (Galbula leucogastra) is een vogel uit de familie Galbulidae (glansvogels).

## Verspreiding en leefgebied
Deze soort komt voor in zuidelijk Venezuela, de Guiana's, westelijk en centraal Brazilië en noordelijk Bolivia. 